# Sunninghill
Sunninghill – wieś w Anglii, w hrabstwie ceremonialnym Berkshire, w dystrykcie (unitary authority) Windsor and Maidenhead. Leży 23 km na wschód od centrum miasta Reading i 39 km na zachód od centrum Londynu.